# Kecamatan Sapeken
Kecamatan Sapeken är ett distrikt i Indonesien.   Det ligger i provinsen Jawa Timur, i den västra delen av landet, 1 000 km öster om huvudstaden Jakarta. Kecamatan Sapeken ligger på ön Pulau Saebus.